# Du'a Khalil Aswad
Du'a Khalil Aswadi (Arabisch: دعاء خليل أسود) was een 17-jarig meisje (geboren in 1989 of 1990) uit het volk van de Jezidi's die door middel van steniging ter dood werd gebracht op (vermoedelijk) 7 april 2007 in Noord-Irak. Er circuleren verschillende berichten over de reden tot haar steniging. De verhouding tussen de Jezidi’s en Soennietische moslims in het noorden van Irak is zeer gespannen. Van de steniging zijn opnamen gemaakt met mobiele telefoons die via internet over de gehele wereld zijn verspreid. Te zien dat een groep van tientallen, mogelijk honderden mannen stenen gooien, schoppen en slaan. De beelden gingen de hele wereld over en maakten veel indruk.